# Corey Seager
Corey Drew Seager (né le 27 avril 1994 à Charlotte, Caroline du Nord, États-Unis) est un joueur de baseball évoluant au poste d'arrêt-court pour les Rangers du Texas, équipe des ligues majeures de baseball. Il a fait partie des Dodgers de Los Angeles de 2015 à 2021.
Il est nommé recrue de l'année de la Ligue nationale en 2016 et joueur par excellence de la Série de championnat en 2020, de la Série mondiale 2020 et 2023.
Il est le jeune frère de Kyle Seager.

## Carrière
Étudiant et athlète de l'école secondaire Northwest Cabarrus High School de Concord (Caroline du Nord), Corey Seager est le choix de première ronde des Dodgers de Los Angeles et le 18e joueur sélectionné au total par un club du baseball majeur lors du repêchage amateur 2012. Il s'engage pour jouer à l'université de Caroline du Sud après ses études secondaires, mais choisit plutôt de signer un premier contrat professionnel avec les Dodgers, qui lui offrent une prime à la signature de 2,35 millions de dollars. Il débute en ligues mineures en 2012 avec des clubs affiliés aux Dodgers et atteint le plus haut échelon, le niveau Triple-A, en 2015.
Il participe au match des étoiles du futur en juillet 2014 à Minneapolis.
Début 2014, Seager apparaît au 37e rang du top 100 annuel des joueurs d'avenir dressé par Baseball America, et la même publication l'élève au 5e rang au début 2015, derrière Kris Bryant, Byron Buxton, Addison Russell et Carlos Correa, qui le précèdent tous de quelques semaines dans les majeures. En février 2016, il est au sommet du top 100 de Baseball America.

### Dodgers de Los Angeles
Corey Seager fait ses débuts au plus haut niveau avec les Dodgers de Los Angeles le 3 septembre 2015. À son premier match, joué contre les Padres de San Diego, il réussit deux coups sûrs en 4 présences au bâton et récolte deux points produits. Son premier coup sûr dans les majeures est un double aux dépens du lanceur Colin Rea. Le 12 septembre suivant, il claque contre Josh Collmenter des Diamondbacks de l'Arizona son premier circuit dans les majeures. En 27 matchs des Dodgers en fin de saison, Seager offre un premier aperçu convaincant de ses talents grâce à 4 circuits, 17 points produits, deux buts volés, une moyenne au bâton de ,337 et une moyenne de présence sur les buts de ,425. Ajouté à l'effectif du club pour les séries éliminatoires, il réussit 3 coups sûrs, dont un double, en 5 matchs de Série de divisions face aux Mets de New York.
Seager mène la Ligue nationale avec 44 doubles en 2019.
En 2020, il établit un nouveau record de la Série de championnat de la Ligue nationale avec 5 circuits et 11 points produits. Il est nommé joueur par excellence de la Série de championnat que les Dodgers remportent sur Atlanta. Il remporte la Série mondiale et est élu joueur par excellence de la série.
En 2020, Seager bat aussi les records d'équipe des Dodgers dans les séries éliminatoires d'une même année, dépassant les 5 circuits frappés par Davey Lopes en match d'après-saison en 1978 et les 14 points produits de son coéquipier Justin Turner dans les éliminatoires de 2017. 
Il ne joue que 95 matchs en 2021, obtenant une moyenne au bâton de ,307 et 16 circuits. 

### Rangers du Texas
Corey Seager devient agent libre le 3 novembre 2021 et signe pour les Rangers du Texas le 1 décembre. Il participe au match des étoiles 2022 et 2023. Il remporte la serie mondiale 2023 avec les Rangers et est élu joueur par excellence de la série, devenant le premier joueur depuis Reggie Jackson à remporter le titre de joueur par excellence de la série mondiale avec deux franchises différentes.